# Folke Ryde
Folke August Ryde, född 2 november 1897 i Västervik, död 25 mars 1981 i Lund, var en svensk matematiker.
Folke Ryde studerade vid Lunds universitet, där han 1921 disputerade och blev docent i matematik. Ryde var t.f. professor i matematik 1923–1926 och mellan 1927 och 1929 var han extraordinarie lektor i Motala och från 1929 till 1962 lektor i Eksjö. Han var censor i studentexamen 1952–1964.
Rydes vetenskapliga arbeten var i huvudsak inom analys och talteorin.
Folke Rydes stipendium delas årligen ut vid Eksjö gymnasium sedan 1982   “för framstående kunskaper i matematik och fysik”. Medel tas ur  en minnesfond som förvaltas av Kamratföreningen vid Eksjö gymnasium och som grundlades av familjen Ryde med bidrag från Folkes gode vän Ruben Rausing.
Folke Ryde är begravd på Östra kyrkogården i Lund.